# Mesochorus trifoveatus
Mesochorus trifoveatus là một loài tò vò trong họ Ichneumonidae. được Schwenke mô tả khoa học lần đầu vào năm 2004.